# Olga Kotlyarova
Olga Kotlyarova ( Sverdlovsk, 12 de abril de 1976) é uma ex-velocista russa especializada nos 400 m rasos, campeã mundial e medalhista olímpica no revezamento 4x400 m. Com o revezamento ela foi campeã mundial em Sevilha 1999 e quatro vezes campeã mundial indoor no Campeonato Mundial de Atletismo em Pista Coberta. Também nos 4x400 m conquistou uma medalha de bronze olímpica em Sydney 2000.